# 瑪麗安娜島
瑪麗安娜島是塞舌爾的島嶼，位於印度洋海域，距離費利西泰島3.8公里，長1.9公里、寬0.8公里，面積0.96平方公里，最高點海拔高度130米。

## 外部連結
- Report on Marianne Island

4°20′28″S 55°55′16″E / 4.341°S 55.921°E